# Kloster Savigny
Das Kloster Savigny ist eine ehemalige Zisterzienserabtei in Frankreich. Das aus Ruinen bestehende ehemalige Kloster liegt in der Gemeinde Savigny-le-Vieux, rund acht Kilometer südlich von Saint-Hilaire-du-Harcouët im Département Manche, Region Normandie.

## Geschichte
Das Kloster wurde im Jahr 1112 (oder 1113) vom heiligen Vitalis auf einem von Raoul de Fougères (Haus Fougères) gestifteten Gelände gegründet. Es zählte bald 140 Mönche. Sein zweiter Abt war von 1122 bis 1138 der selige Geoffroy. Unter ihm lehnte sich das Kloster an das Organisationsschema der Zisterzienser an (Filiationssystem, jährliche Generalkapitel in der Mutterabtei Savigny seit 1132). Dritter Abt von Savigny wurde Ives aus Furness Abbey, dem 1140 Serlon folgte. Die Kongregation von Savigny umfasste zu diesem Zeitpunkt bereits 28 Abteien in Frankreich und auf den britischen Inseln. 1147 wurde auf Bitten von Serlon, der damit versuchte, einer Spaltung zuvorzukommen, der Eintritt der Kongregation in den Zisterzienserorden als Tochterkloster von Kloster Clairvaux bewilligt. Der Filiation von Savigny gehörten schließlich 75 Abteien an. In Villers-Canivet wurde 1127 ein Priorat errichtet, das 1681 zur königlichen Abtei erhoben wurde. Ein weiteres Priorat wurde 1119 in Dompierre (15 km östlich des Klosters) errichtet. Das spätere Kloster Barbery war seit 1140 eine Grangie von Kloster Savigny; es wurde 1176 zur Abtei erhoben. Das Kloster selbst erreichte im 14. Jahrhundert eine Zahl von 300 Mönchen und 100 Konversen. In den Hugenottenkriegen des 16. Jahrhunderts wurde das Kloster niedergebrannt. In der Französischen Revolution wurde es 1790 aufgehoben. 1820 erfolgte ein weitgehender Abbruch der Anlage.

## Tochterklöster
- – Nonnenklöster sind noch nicht erfasst –
- In Frankreich
  - Kloster Les Vaux-de-Cernay (1118–1791)
  - Kloster Chaloché (1121–1790)
  - Kloster La Vieuxville (1121–1790)
  - Kloster La Trappe (1122–1790, 1815–)
  - Kloster Beaubec (1127–1790)
  - Kloster Foucarmont (1130–1791)
  - Kloster Aulnay (1131–1791)
  - Kloster La Boissière (1131–1790)
  - Kloster Fontaine-les-Blanches (1125, Savigny 1134–1791)
  - Kloster Longvillers (1135–1791)
  - Kloster Lannoy (1135–1790)
  - Kloster Le Breuil-Benoît (1137–1790)
  - Kloster St-André-de-Gouffern (1137–1790)
  - Kloster Tironneau (1149–1790)
  - Kloster La Boulaye (1170–?)
  - Kloster Bon-Repos (1172–1790)
  - Kloster Barbery (1176–1790)
  - Kloster Champagne (1188–?)
  - Kloster Lieudieu (1191–?)
  - Kloster Torigny (1307–?)
  - Kloster Villers-Canivet (Priorat 1127)
- In England
  - Quarr Abbey (1131–1536)
  - Combermere Abbey (1133–1538)
  - Furness Abbey (1134–1537)
  - Buildwas Abbey (1135–1536)
  - Byland Abbey (1135 in Calder, 1177 in Byland, –1539)
  - Calder Abbey (1135–1536)
  - Swineshead Abbey (1135–1536)
  - Stratford Langthorne Abbey (1135–1538)
  - Buckfast Abbey (1018, Savigny 1136, –1539)
  - Coggeshall Abbey (1140–1538)
  - Jervaulx Abbey (1145–1537)
  - Dieulacres Abbey (1146/1214–1538)
  - Stanley Abbey (1151–1536)
  - Whalley Abbey (1172 in Stanlow – 1537)
  - Croxden Abbey (1176–1538)
  - Hulton Abbey (1219–1538)
  - Buckland Abbey (1278–1539)
- In Wales
  - Neath Abbey (1130–1539)
  - Basingwerk Abbey (1132–1536)
  - Strata Marcella Abbey (1170, 1328 Buildwas Abbey unterstellt, – 1536)
  - Whitland Abbey (1140, 1328 Buildwas Abbey unterstellt, – 1539)
- In Nordirland
  - Inch Abbey
- In Irland
  - Abbeylara Abbey
  - Abington Abbey
  - Duiske Abbey
  - Dunbrody Abbey
  - Saint Mary’s Abbey in Dublin
- Auf der Isle of Man
  - Rushen Abbey (1134–1540)

## Bauten und Anlage

Plan der Abtei

Die seit 1173 errichtete und um 1200 vollendete Klosterkirche war 82 Meter lang. Von ihr blieb nicht mehr viel mehr übrig, als unförmige Ruinen, die nicht einmal besonders malerisch wirken (Musset). Um die Apsis waren halbkreisförmig neun Kapellen angeordnet. Von den ursprünglich romanischen Konventsgebäuden steht noch das mit einem Zickzackstab umrahmte Doppelportal des Refektoriums, ebenso ein Teil des Gästehauses, der in einem landwirtschaftlichen Anwesen verbaut ist. Die Pfarrkirche von Savigny-le-Vieux besitzt verschiedene Ausstattungsgegenstände, ebenso die Kollegiatkirche von Mortain. Auch in Teilleul und Coutances sind verschiedene Teile verbaut.

## Galerie

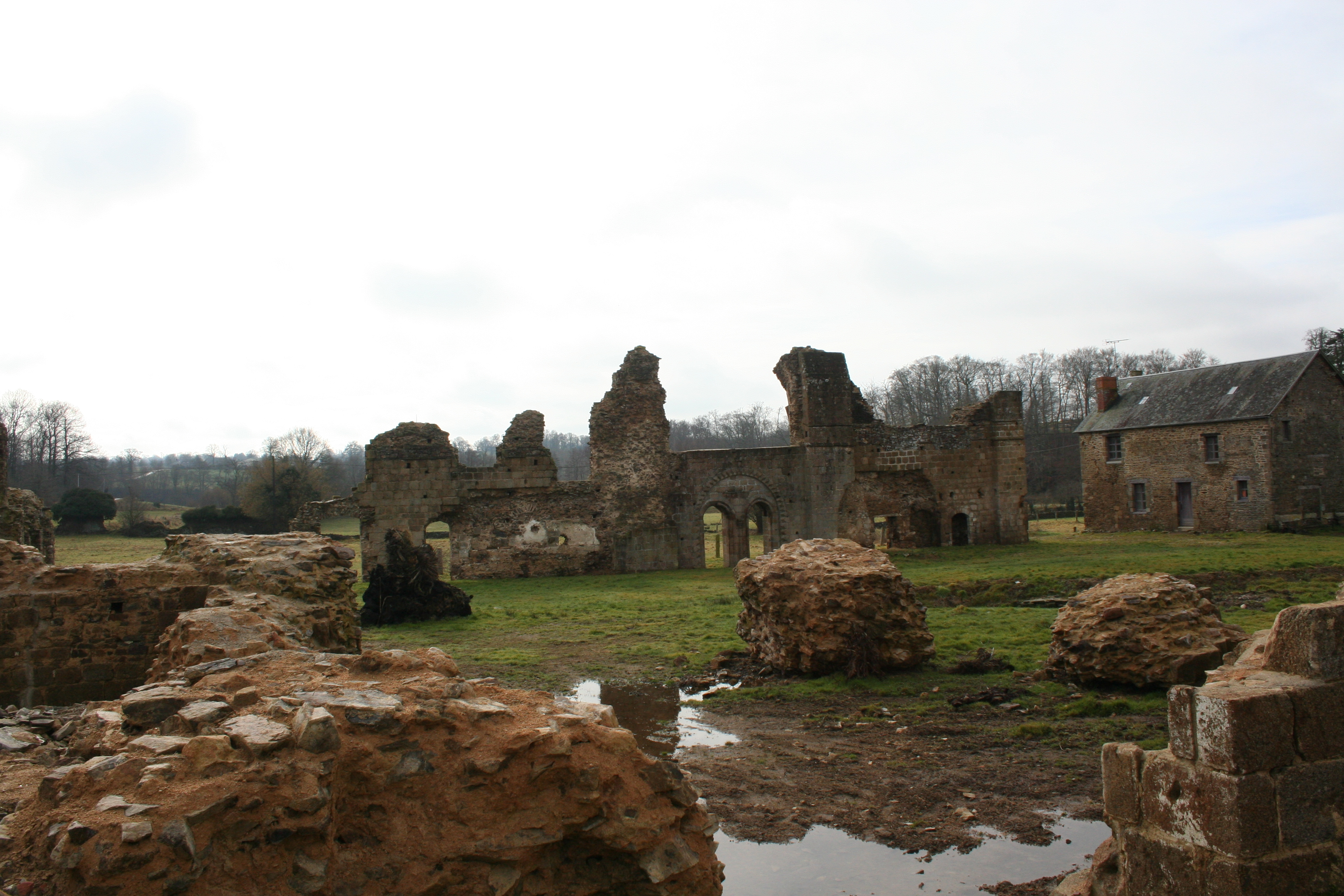
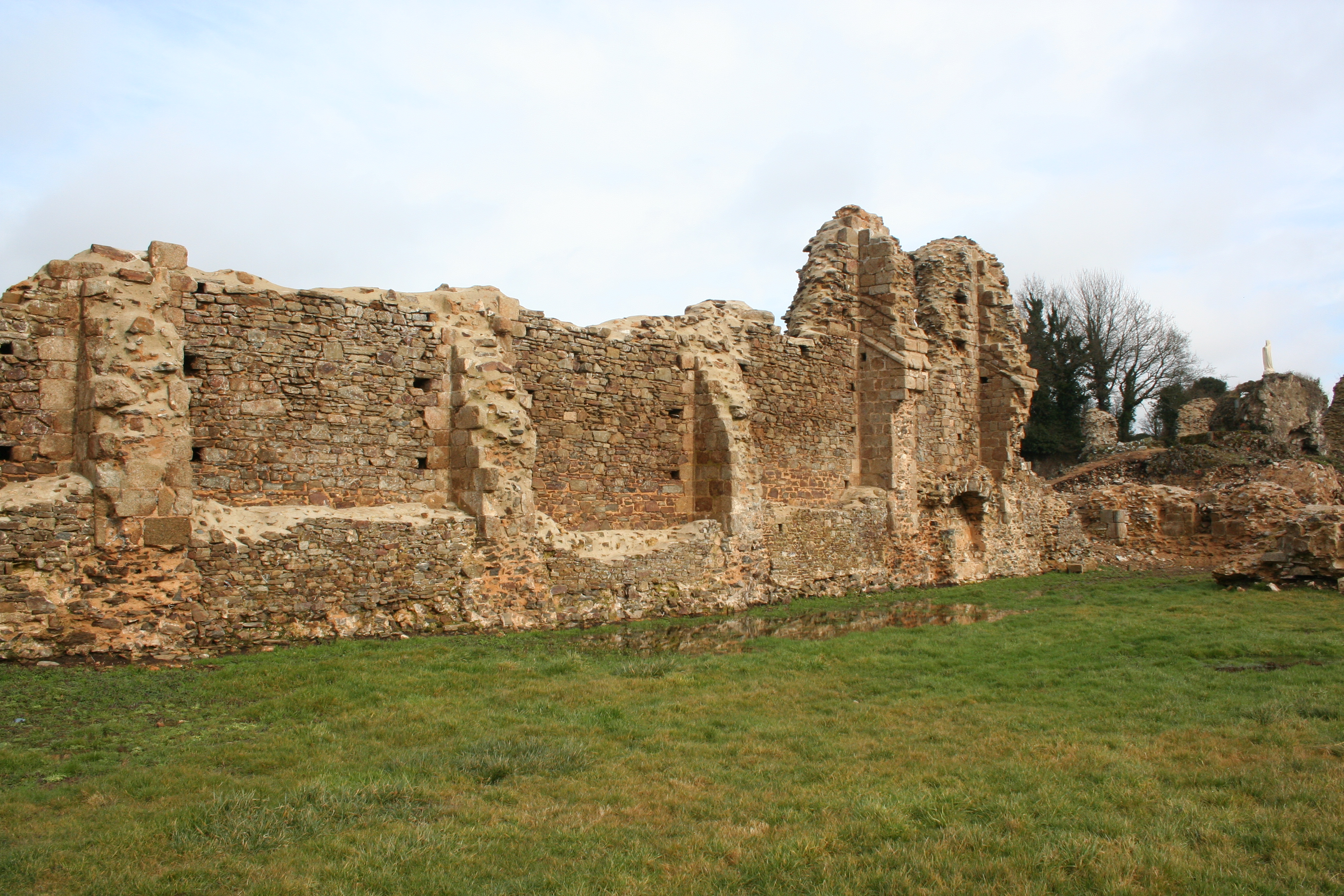
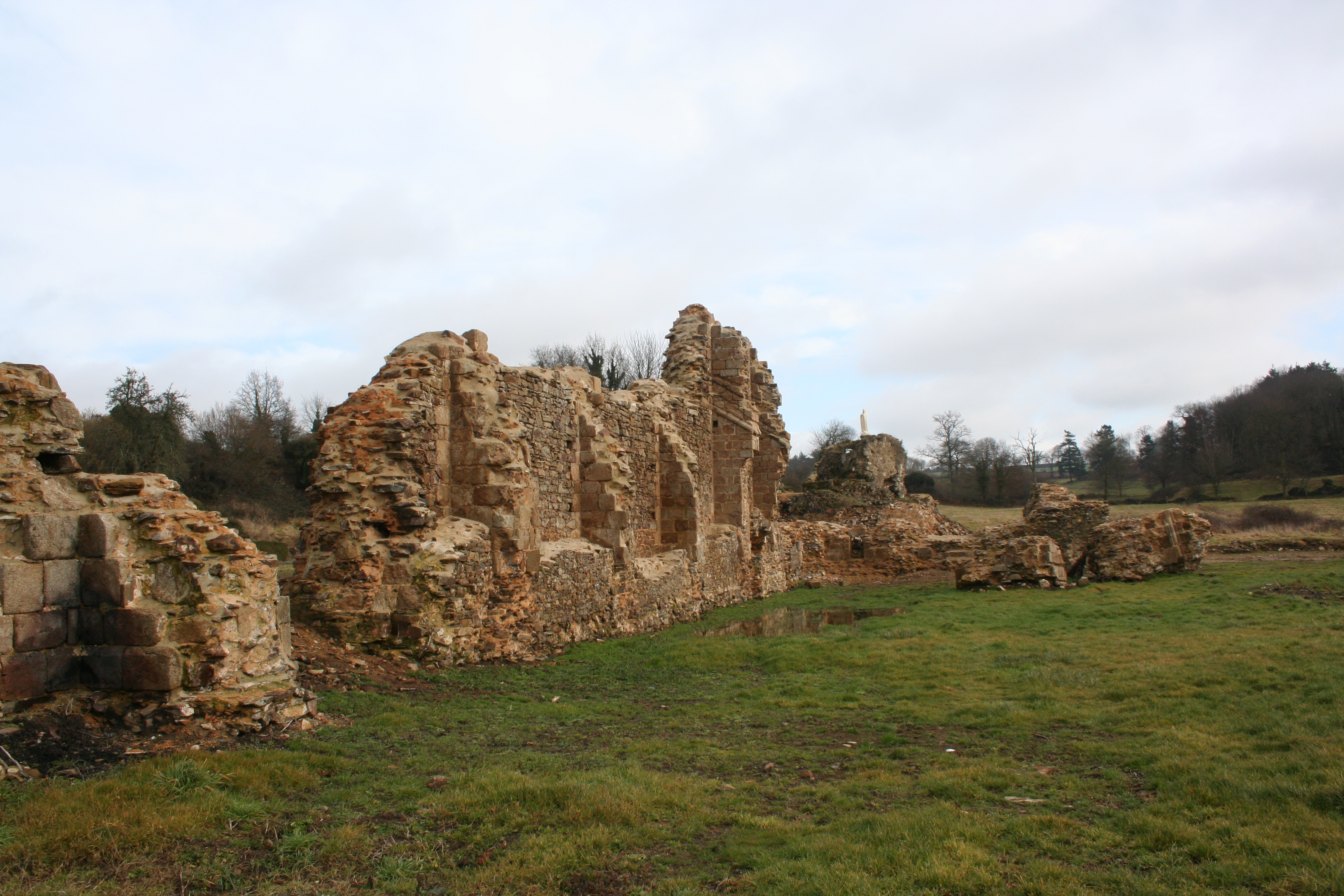
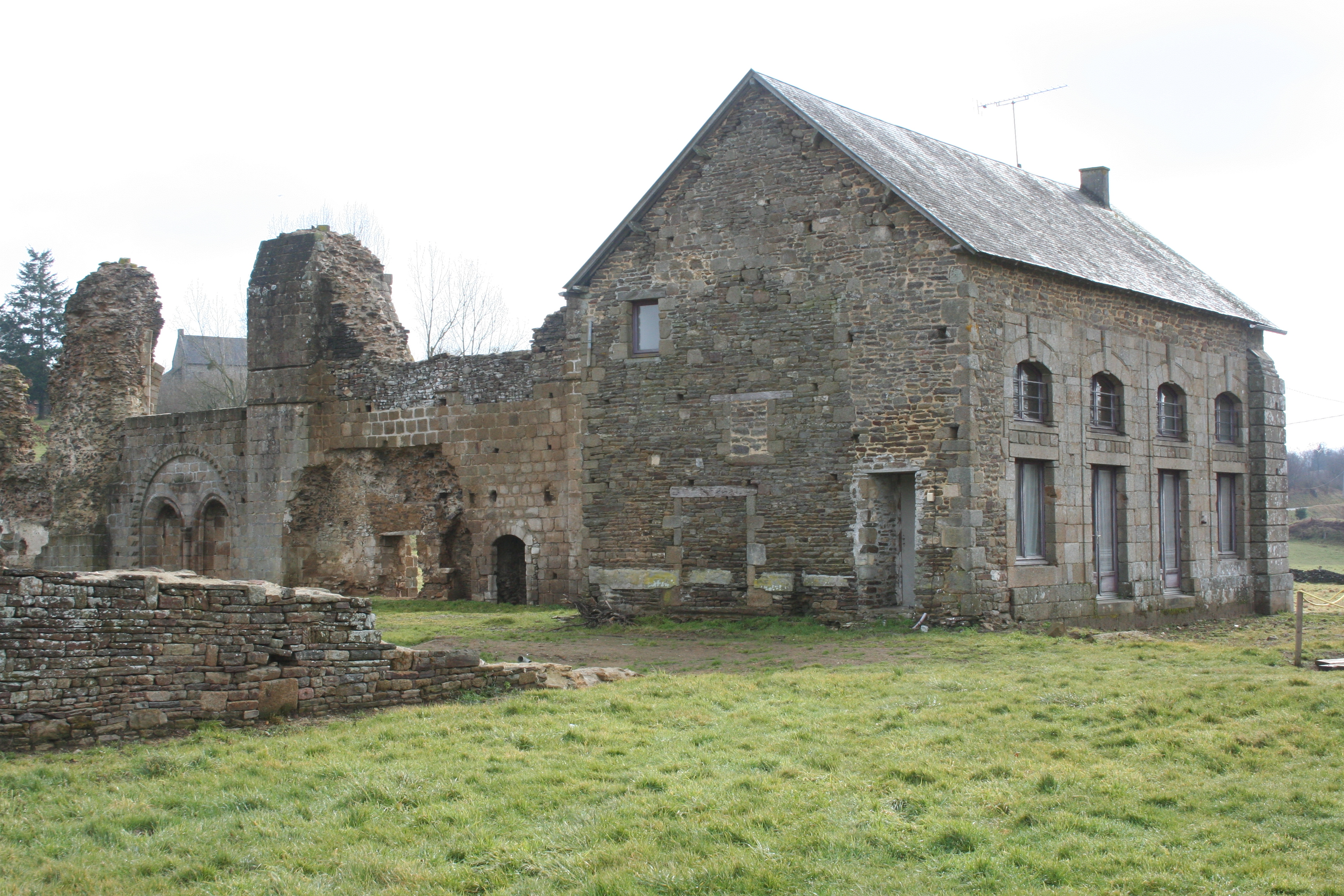
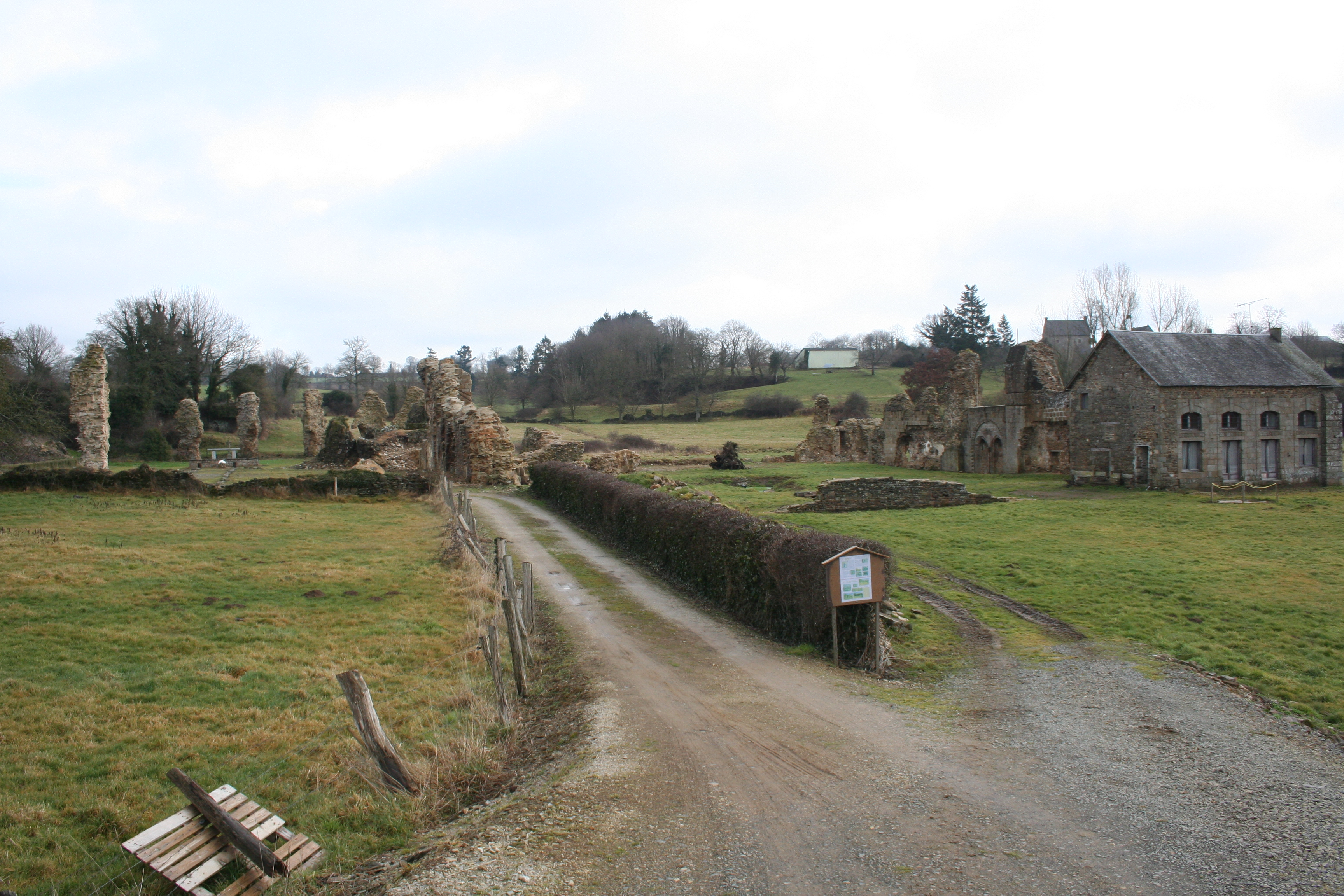
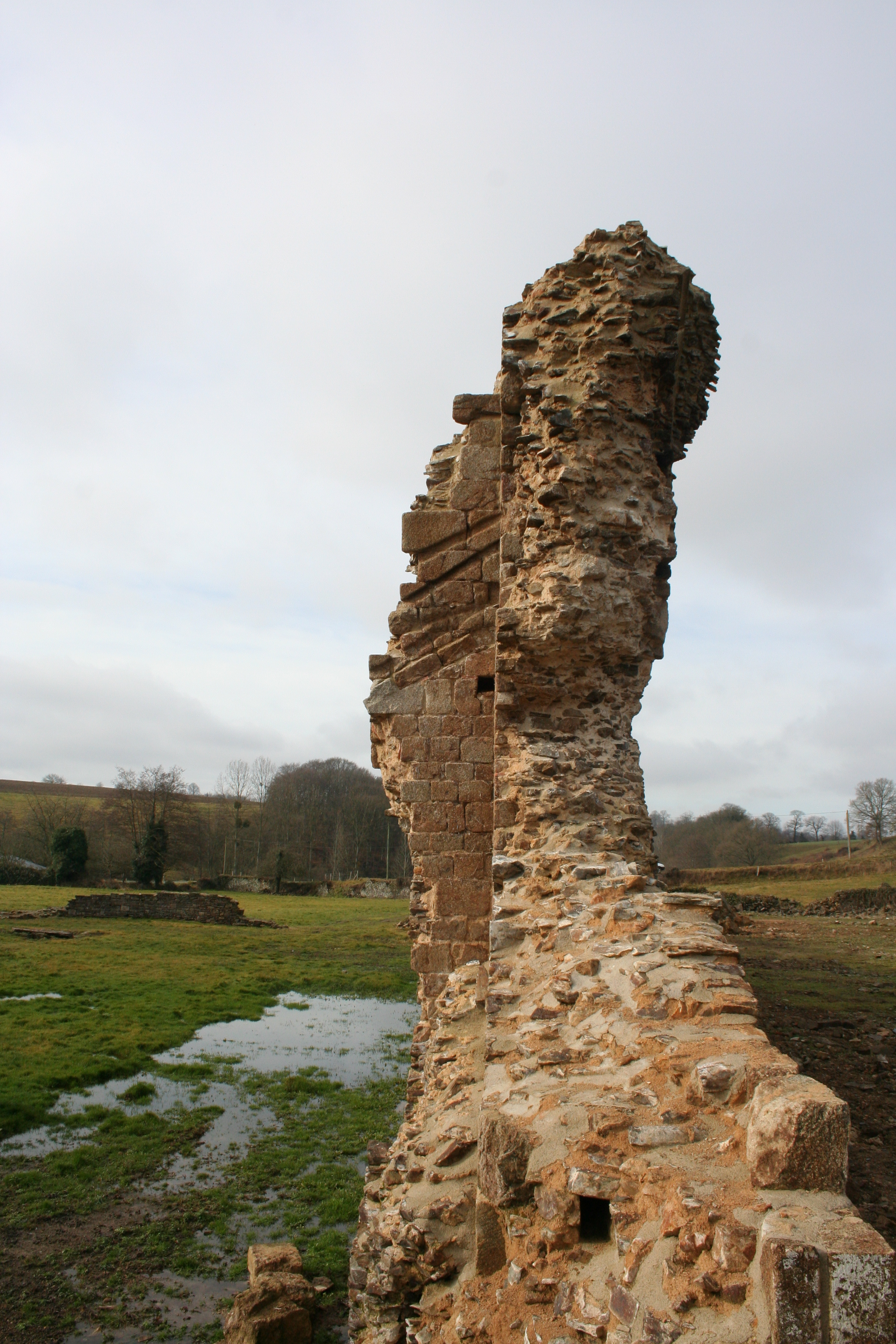
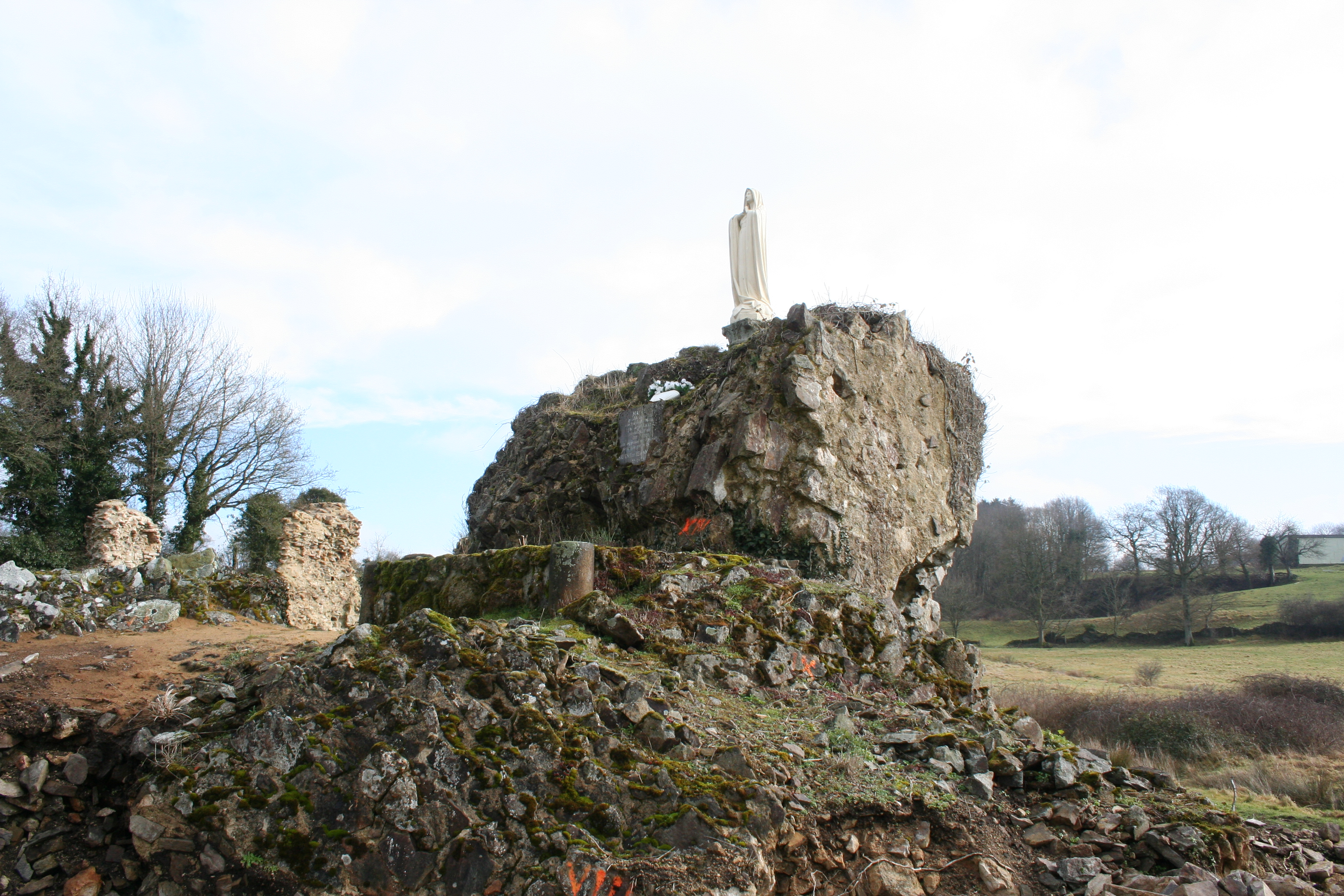
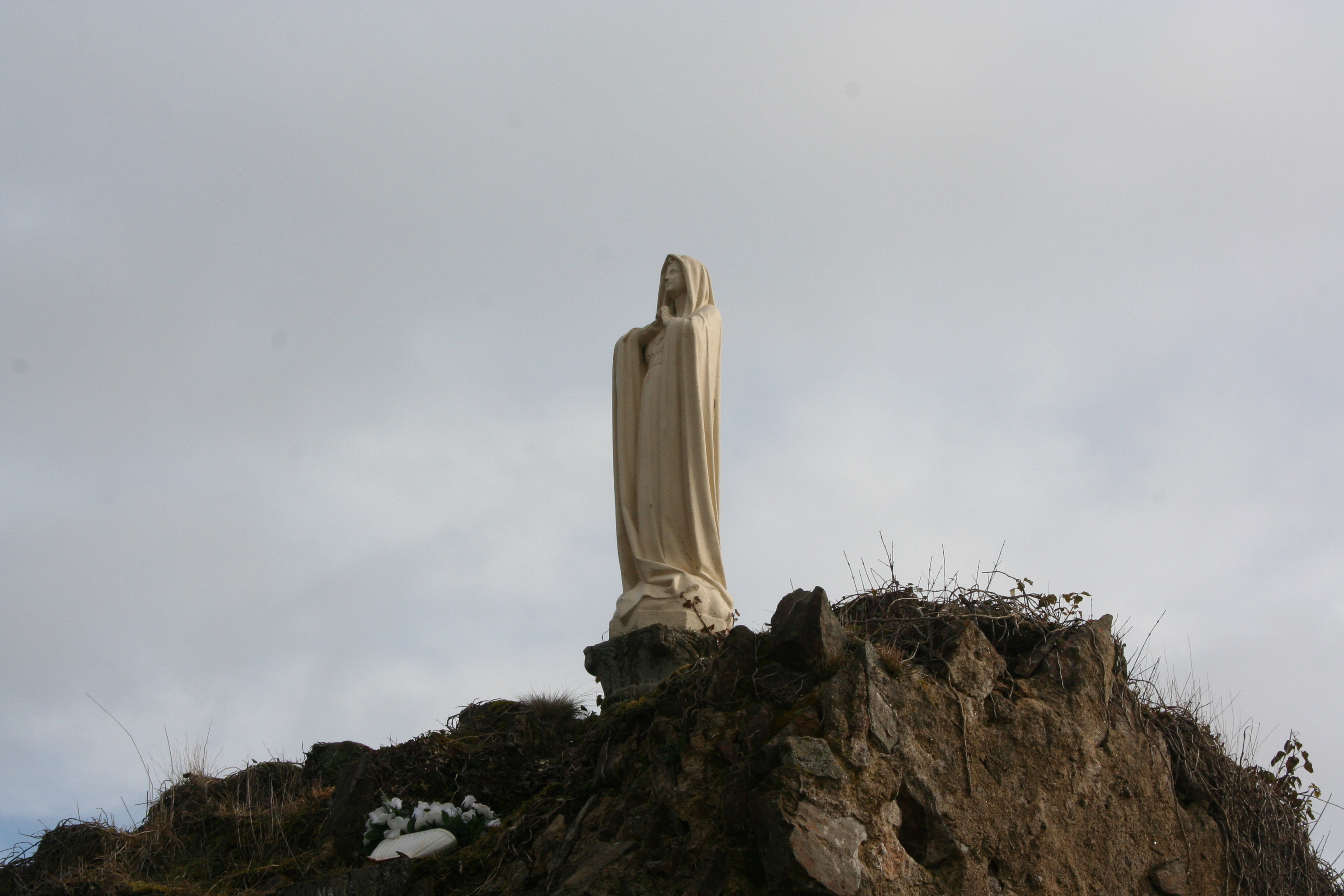
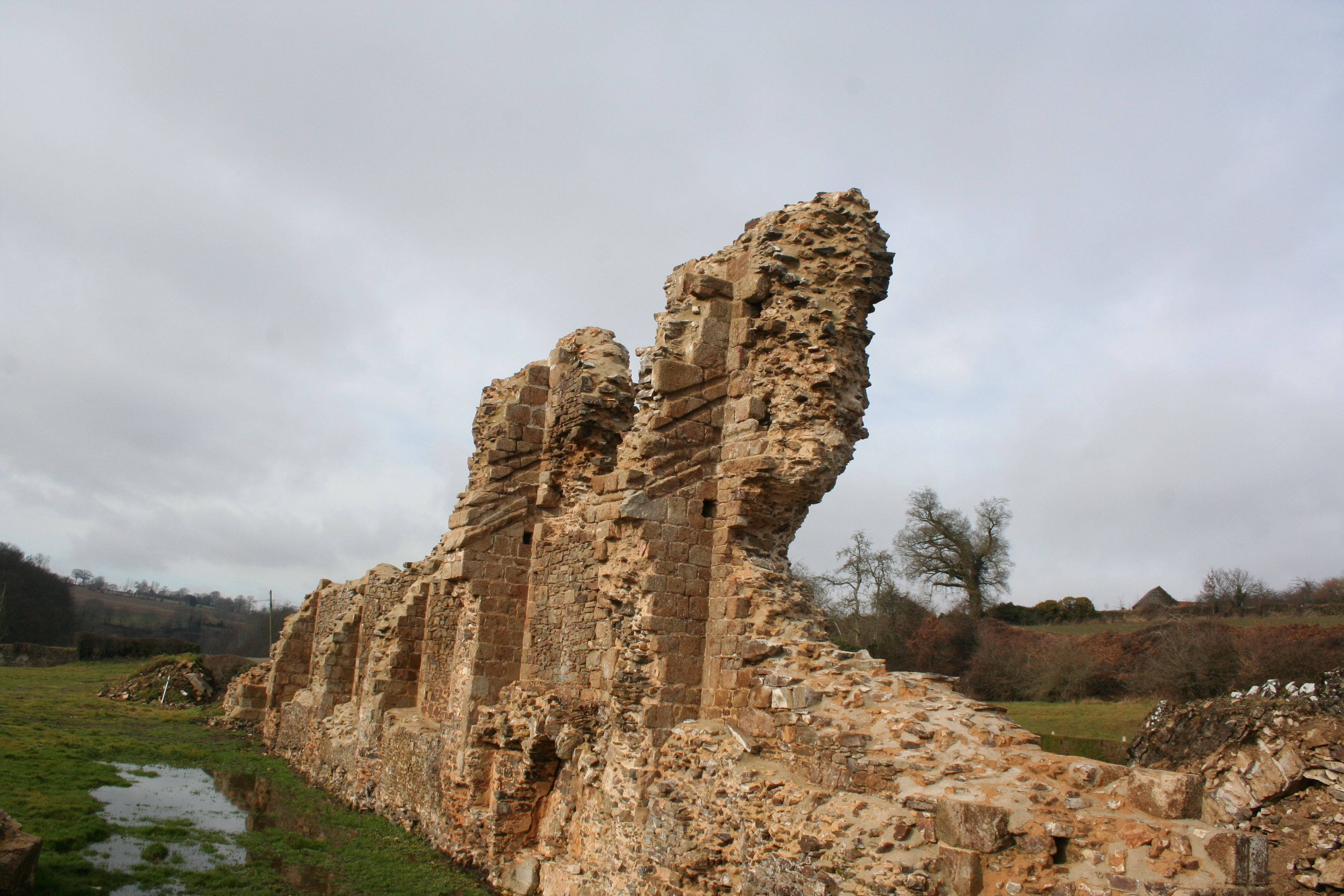
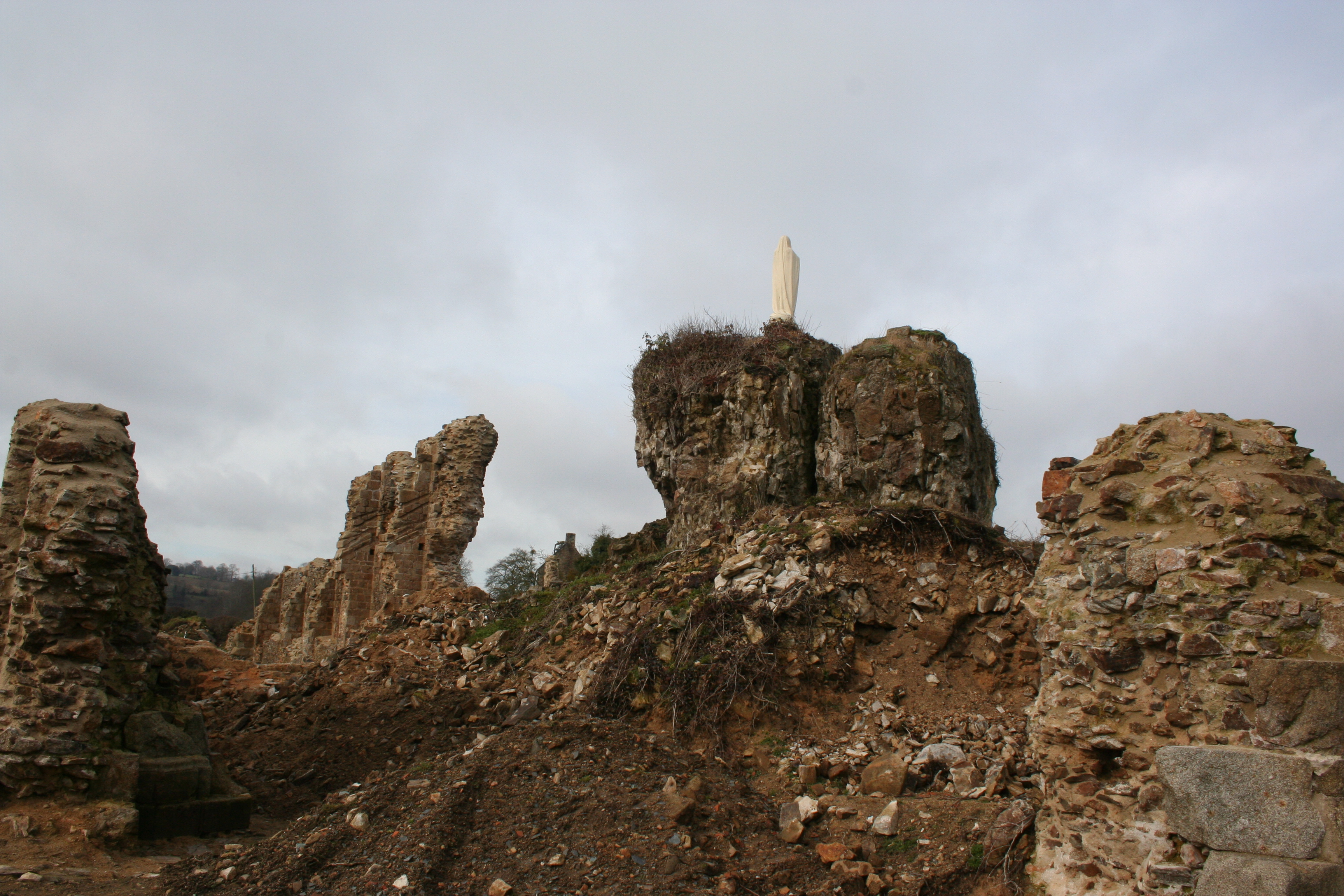
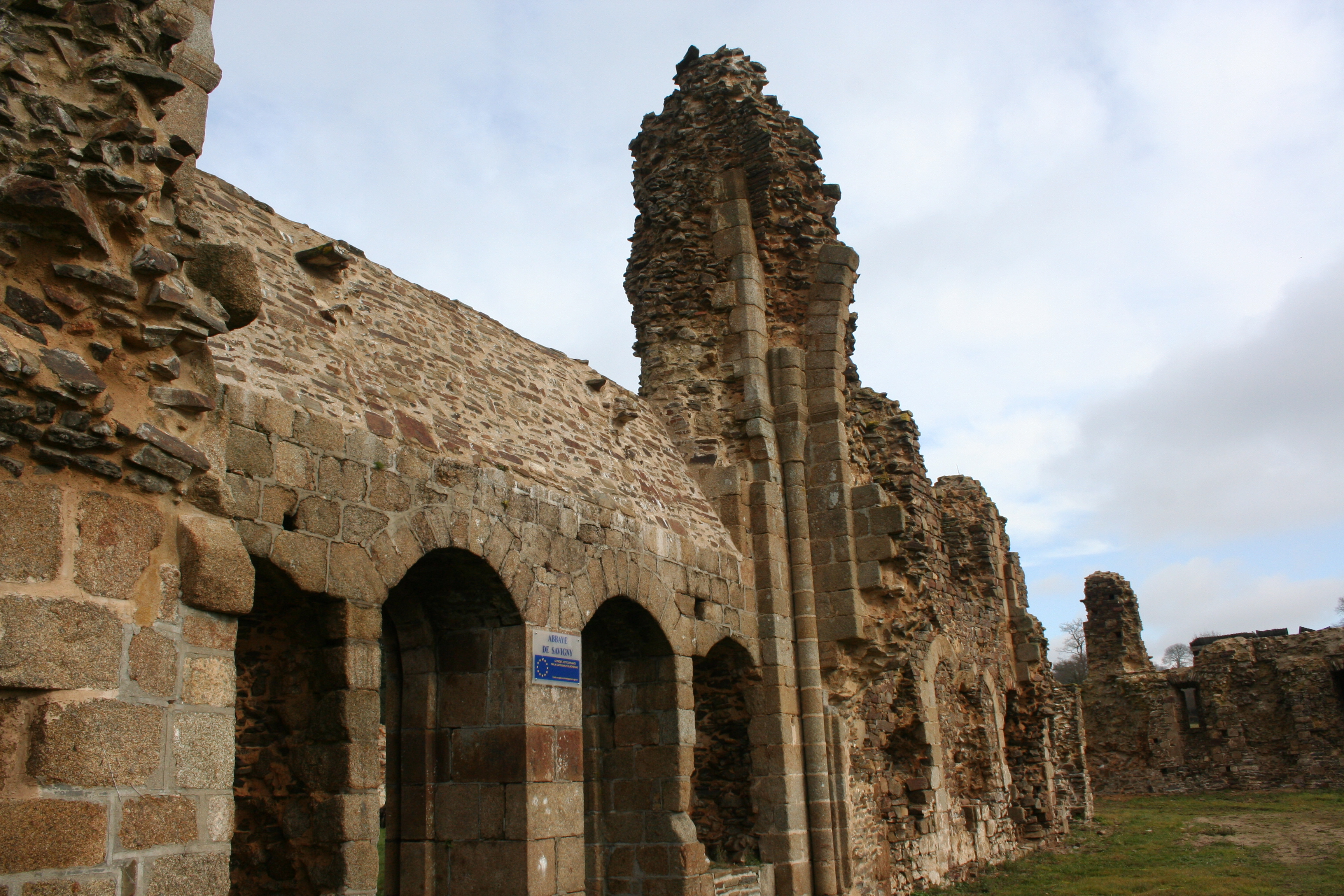
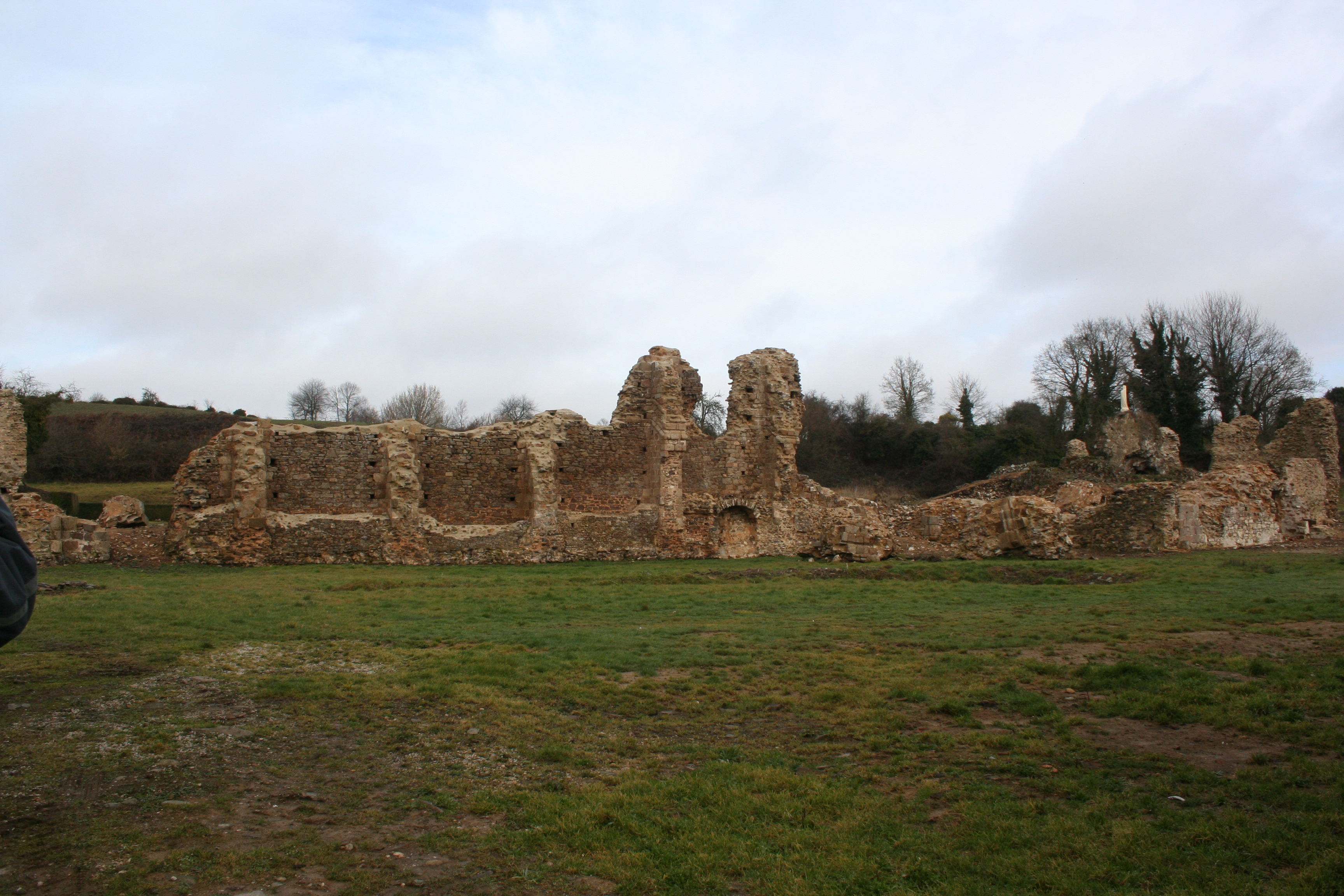